# Igor Piačka
Igor Piačka (* 8. října 1962, Třebíč) je slovenský malíř.

## Biografie
Igor Piačka se narodil do československé rodiny v Třebíči, vyrůstal však na Slovensku ve městě Vrbové. Mezi lety 1983 a 1989 studoval na Akadémii výtvarných umení v Bratislave v ateliéru profesora Albína Brunovského. Mezi lety 1987 a 1988 studoval na Academie Royale des Beaux Arts v Bruselu. Od roku 1990 do roku 2003 působil jako odborný asistent na Vysokej škole výtvarných umení v Bratislavě, od roku 2003 pak působí jako umělec na volné noze.
Jeho manželkou je Júlia Piačková.

## Dílo

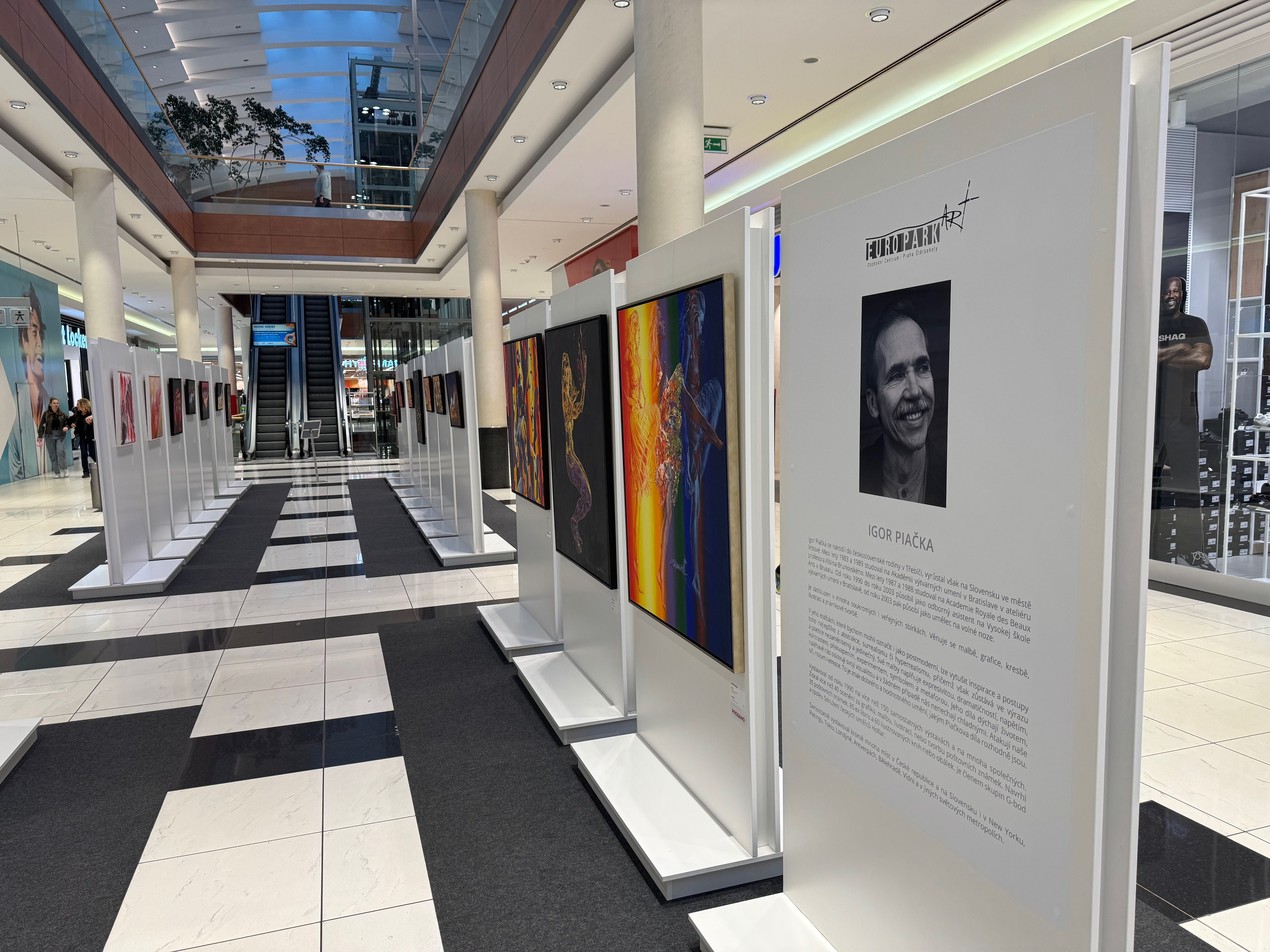
Prodejní výstava Igora Piačky v roce 2025 v nákupním centru EUROPARK v Praze.

Je zastoupen v mnoha soukromých i veřejných sbírkách. Věnuje se malbě, grafice, kresbě, ilustraci a známkové tvorbě. Tvoří postmoderní malby, kdy vychází z abstrakce, surrealismu nebo hyperrealismu. Kreslí také figurální grafiky technikou suché jehly a leptu. Hlásí se ke stylu a odkazu Zdeňka Buriana.
Vystavoval od roku 1990 na více než 100 samostatných výstavách a na mnoha společných. Získal více než 40 ocenění za grafiku nebo malbu. Navrhl také 27 poštovních známek, 83 ex libris a 60 ilustrovaných knih nebo obálek. Je členem skupin G-bod a spolku Sdružení českých umělců Hollar. Roku 2019 vystavoval poprvé ve svém rodišti, v Třebíči, společně se svou manželkou.
Společně vystavoval na Slovensku i v zahraničí, např. v Barceloně (1994), Londýně (1996), Torontu (1997), Washingtonu (1998), Pekingu (2003) i jinde, autorsky pak mimo jiné v Bukurešti (1997), Skandenborgu (2004), New Yorku (2013) nebo v Jakartě (2013).

## Ocenění
- 2014 Cena Ladislava Chudíka za dielo, propagujúce šport a olympizmus v známkovej tvorbe
- 2014 Cena Ľudovíta Holubyho
- 2014 Čestné uznanie za ilustrácie Biblie v súťaži Najkrajšie knihy Slovenska
- 2013 Čestné uznanie za monografiu Igor Piačka v súťaži Najkrajšie knihy Slovenska
- 2012 Cena Ministerstva kultúry SR za vynikajúce ilustrácie v súťaži Najkrajšie knihy Slovenska
- 2010 Cena za najlepší výtvarný návrh poštovej známky roka
- 2008 Cena–32. Medzinárodný kongres ex libris, Peking, Čína
- 2007 Medajla, 12. Medzinárodné bienále malých grafických foriem a ex libris, Ostrów Wielkopolski, Poľsko
- 2007 Čestné uznanie, Hangu, Čína
- 2007 Cena Ľudovíta Fullu za ilustráciu
- 2006 Pamätná plaketa primátora mesta Vrbové
- 2005 Cena primátora mesta Pezinok
- 2005 Cena za bibliofíliu "Cesta je prach" na poctu Karla Kryla
- 2005 Ocenenie za dôstojnú reprezentácou Českej republiky na svetovej výstave Expo 2005 v Aiči
- 2004 Diplom a výstavná medaila za tvorbu slovenských športových známok
- 2003 Tai-Ho Masterpiece Award – International Print Bienial in Beijing 2003, China
- 2001 Špeciálne ocenenie poroty – 5th Graphic Art Biennale Dry Point, Užice, Srbsko
- 2001 Excellence prize : Machida City Museum of Graphic Arts – International Print Triennial in Kanazawa 2001, Japonsko
- 2001 Čestné uznanie – International Festival of Graphic Arts, Cluj-Napoca, Rumunsko
- 2000 Cena sponzorov – 5th Sapporo International Print Biennal, Sapporo, Japonsko
- 2000 Čestné uznanie – Najlepšia slovenská detská kniha leta '99
- 2000 Čestné uznanie – Najlepšia slovenská kniha '99
- 2000 Excellent Prize – Qingdao International Print Biennial Exhibition, China
- 1999 Medaila – 8th International Biennale of Small Graphic Form and Ex libris, Ostrow Wielkopolski, Poľsko
- 1998 Čestné uznanie –1st International Biennale of Ex libris, Albena, Itálie
- 1998 Druhá cena – 5th International Biennial of Miniature Arts – Gornij Milanovac, Srbsko
- 1998 Čestné uznanie – 2nd Bieniale of Ex libris, Raciborz, Polsko
- 1998 Čestné uznanie – 2. trienále Ex libris Bratislava
- 1997 Čestná medaila – Cuprum VIII – The International Bienale of Graphic Art in Metal Techniques of Mikolaj Pruzio, Lubin, Poľsko
- 1997 Čestné uznanie – 4e Triennale Mondiale d'Estampes Petit Format, Chammaliéres, Francie
- 1997 První cena – Best in Category – Painting – 12th Annual International Exhibition of Miniature Art, Toronto, Kanada
- 1997 Bronzová ihla – 3rd Graphic Art Bienial, Dry point, Užice, Srbsko
- 1996 Cena mesta Banská Bystrica – Trináste bienále SSG Banská Bystrica
- 1996 Čestné uznanie – 1st Bienial of Ex libris – Raciborz, Polsko
- 1996 Čestné uznanie – le XXI Siecle – International Ex libris Competition, Paříž, Francie
- 1995 Druhá cena – The World of Ex libris Belgrade, Srbsko
- 1995 Čestné uznanie – 1. trienále Ex libris Bratislava
- 1993 Cena detskej poroty – Bienále ilustrácií '93 Bratislava
- 1990 Cena Matice slovenskej – za bibloifíli "Ecce homo", Bratislava
- 1990 Cena Martina Benku – za nejlepší diplomovou práci Bratislava
- 1988 Čestné uznanie – Najkrajšia kniha Československa '87 Bratislava
- 1987 Cena za kresbu – Soutěž Československých vysokých umeleckých škol Praha
- 1986 Čestné uznanie – Nejkrásnější kniha Československa '85 Bratislava
- 1986 Cena rektora VŠVU Bratislava[8]